# Геллефорс (комуна)
Комуна Геллефорс (швед. Hällefors kommun) — адміністративно-територіальна одиниця місцевого самоврядування, що розташована в лені Еребру у центральній Швеції.
Геллефорс 102-а за величиною території комуна Швеції. Адміністративний центр комуни — місто Геллефорс.

## Населення
Населення становить 6 990 чоловік (станом на вересень 2012 року). 
| Кількість населення комуни Геллефорс за 1810-2010 роки | Кількість населення комуни Геллефорс за 1810-2010 роки | Кількість населення комуни Геллефорс за 1810-2010 роки | Кількість населення комуни Геллефорс за 1810-2010 роки | Кількість населення комуни Геллефорс за 1810-2010 роки |
| ------------------------------------------------------ | ------------------------------------------------------ | ------------------------------------------------------ | ------------------------------------------------------ | ------------------------------------------------------ |
| Рік                                                    |                                                        |                                                        | Населення                                              |                                                        |
| 1810                                                   | 1810                                                   |                                                        | 6 234                                                  | 6 234                                                  |
| 1850                                                   | 1850                                                   |                                                        | 9 251                                                  | 9 251                                                  |
| 1900                                                   | 1900                                                   |                                                        | 12 293                                                 | 12 293                                                 |
| 1950                                                   | 1950                                                   |                                                        | 10 354                                                 | 10 354                                                 |
| 1968                                                   | 1968                                                   |                                                        | 11 723                                                 | 11 723                                                 |
| 1980                                                   | 1980                                                   |                                                        | 10 576                                                 | 10 576                                                 |
| 1990                                                   | 1990                                                   |                                                        | 9 346                                                  | 9 346                                                  |
| 2000                                                   | 2000                                                   |                                                        | 8 025                                                  | 8 025                                                  |
| 2010                                                   | 2010                                                   |                                                        | 7 220                                                  | 7 220                                                  |
| Джерело: SCB                                           |                                                        |                                                        |                                                        |                                                        |

## Населені пункти
Комуні підпорядковано 2 міські поселення (tätort) та низка сільських, більші з яких:
- Геллефорс (Hällefors)
- Ґритгиттан (Grythyttan)
- Сикфорс (Sikfors)
- Вестра-Еґнагем (Västra Egnahem)
- Бредше (Bredsjö)
- Саксгиттан (Saxhyttan)

## Міста побратими
Комуна підтримує побратимські контакти з такими муніципалітетами:
- Комуна Оркдал, Норвегія
- Пойо, Фінляндія
- Люхов, Німеччина

## Галерея

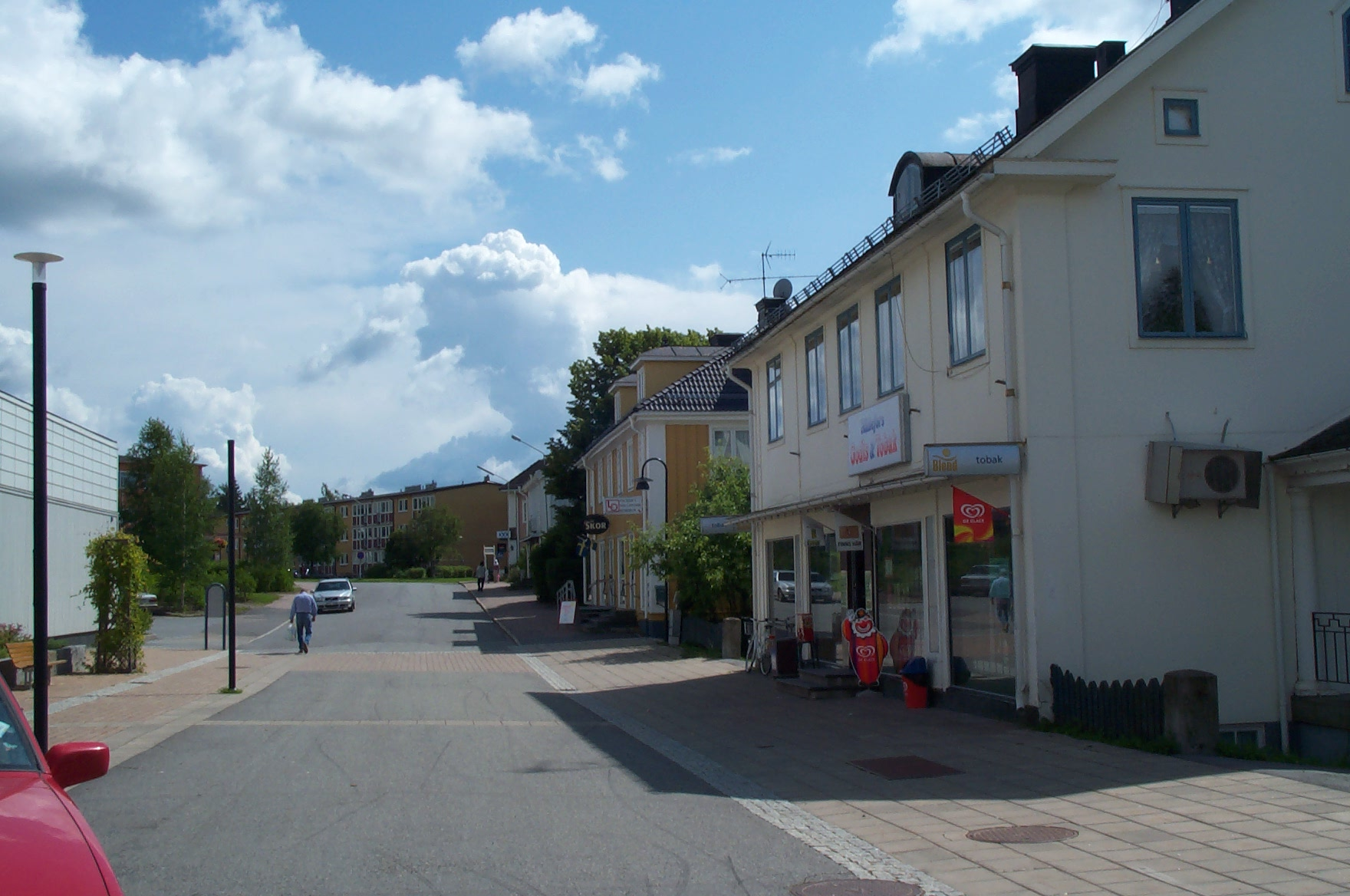
У центрі Геллефорса
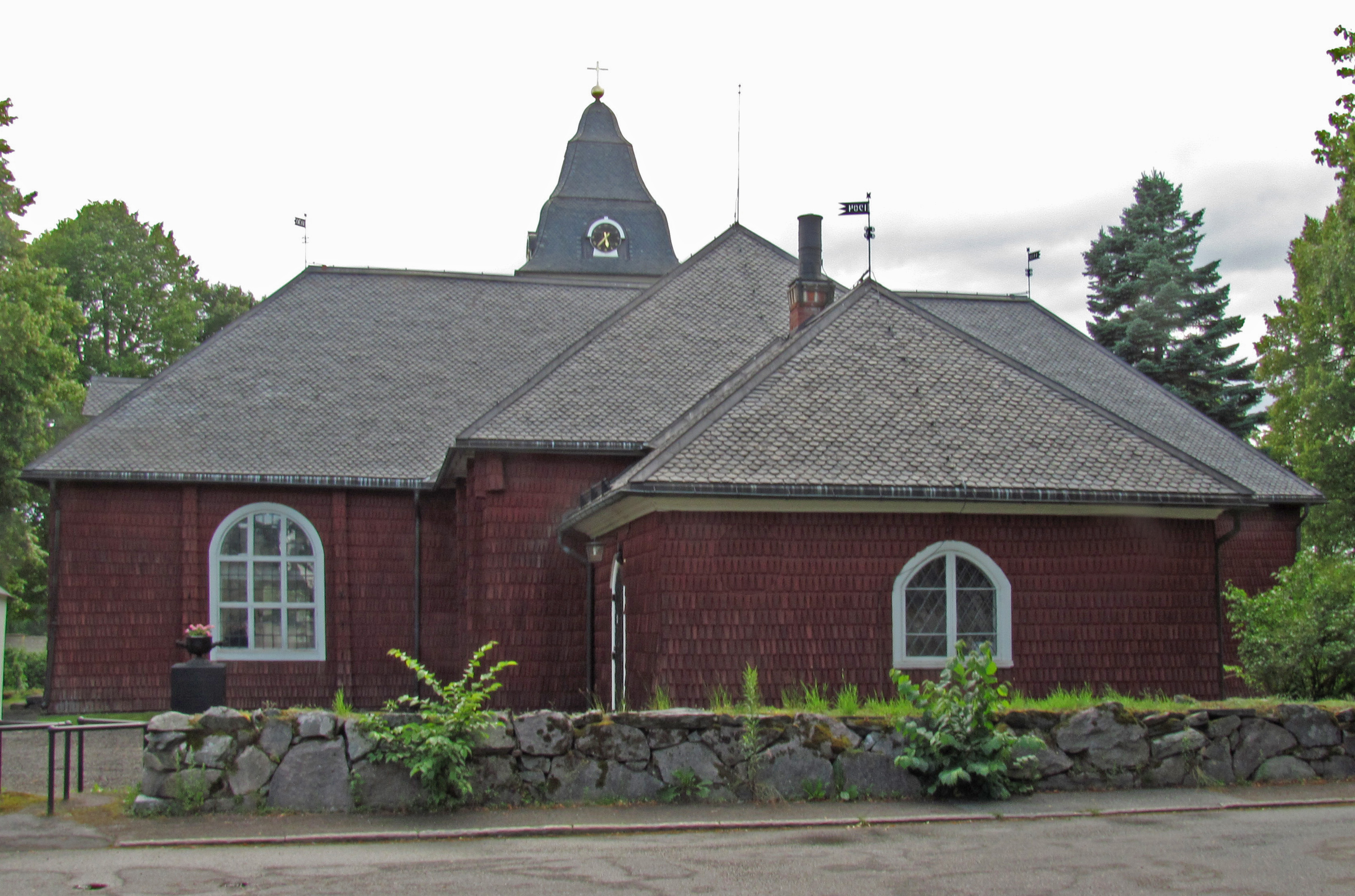
Церква (Ґритгиттан)
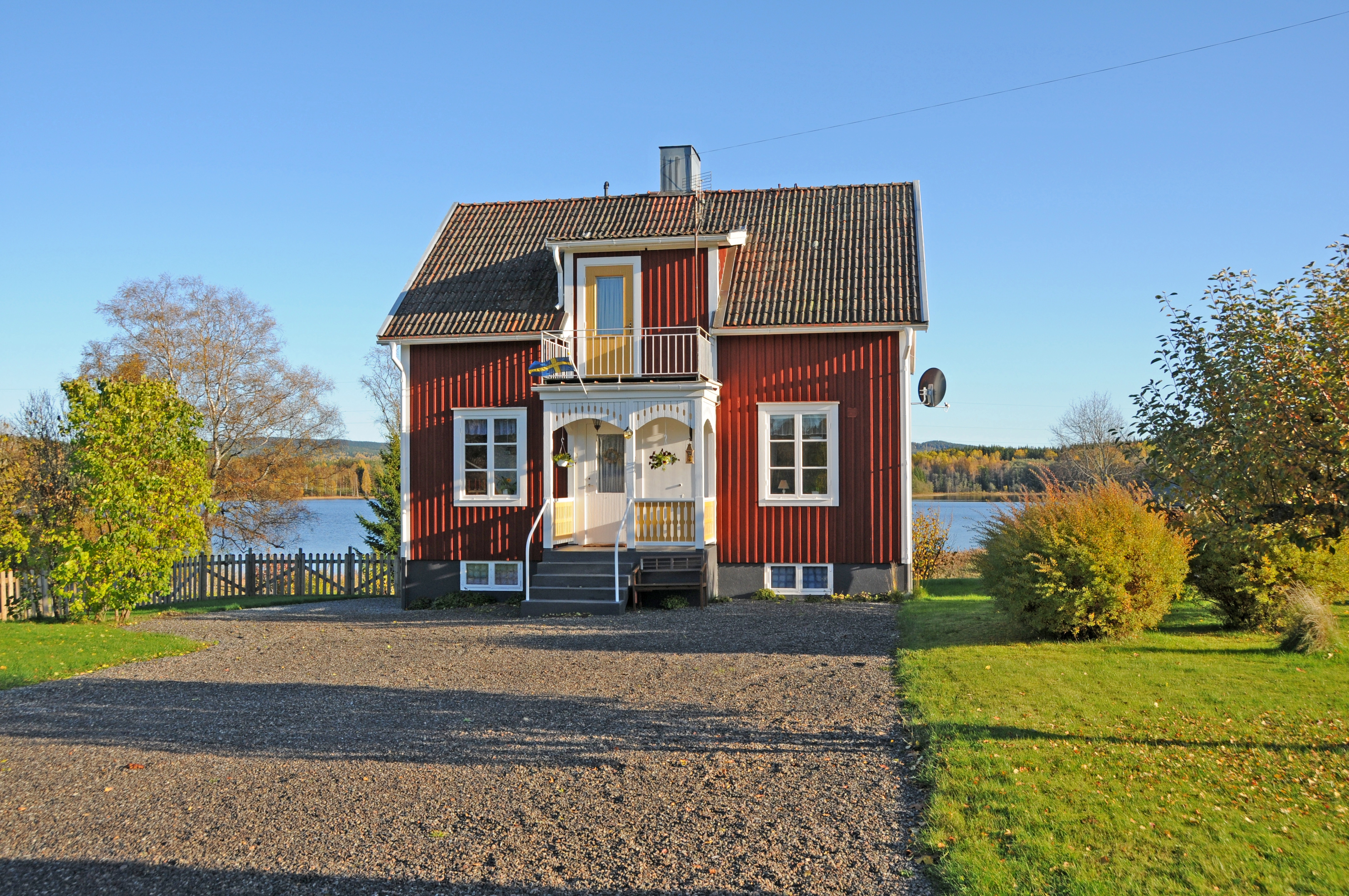
На березі озера Юльше
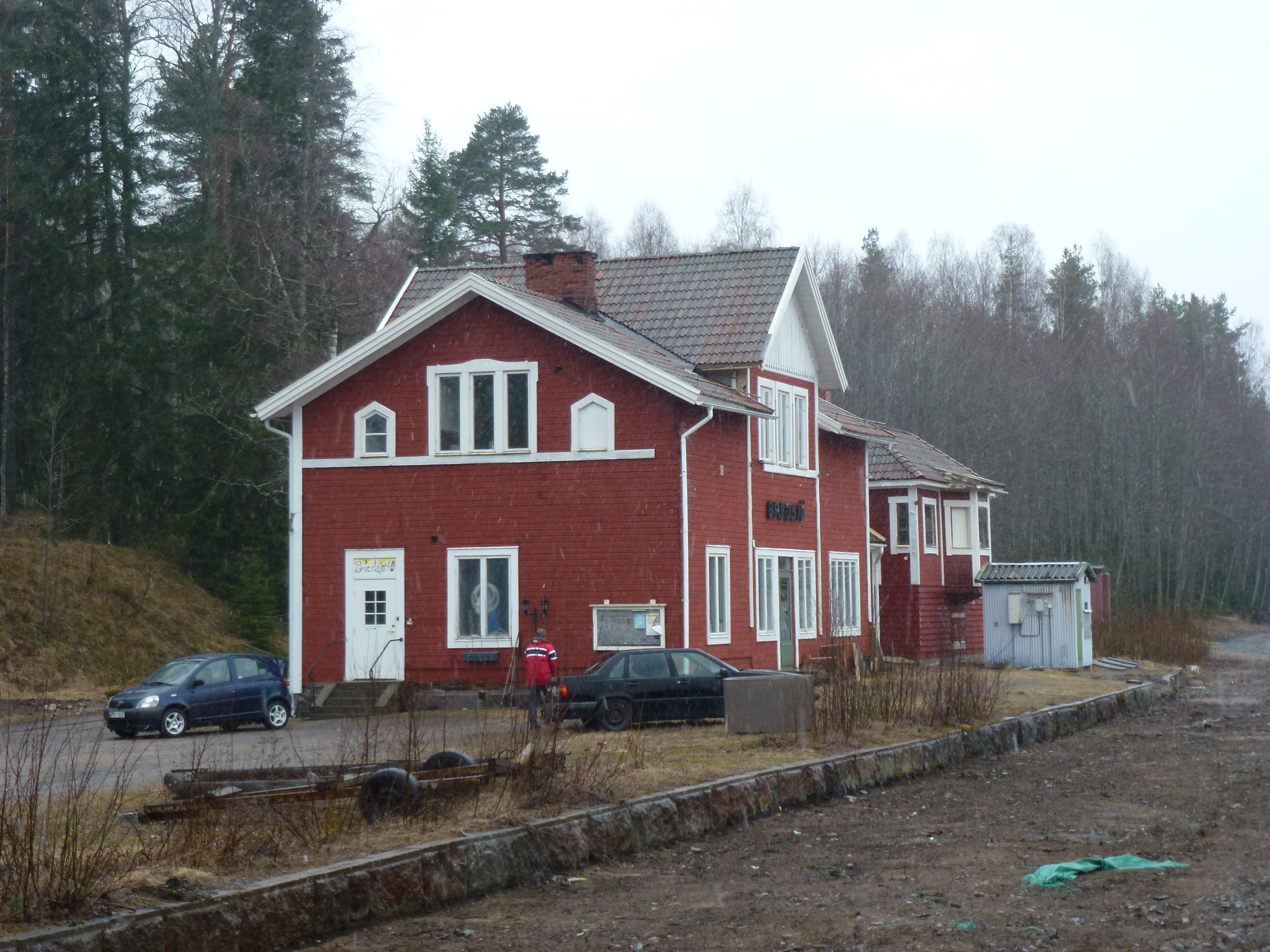
Залізнична станція Бредше

## Виноски
1. ↑  https://sverigesradio.se/artikel/annalena-jarnberg-s-har-gatt-bort
2. ↑  https://www.kt-kuriren.se/2023/05/31/lotten-avgjorde-styret-i-hallefors-kommun-76f5e/
3. ↑  https://sverigesradio.se/artikel/6342042
4. ↑  https://sverigesradio.se/artikel/3580745
5. 1 2  https://sverigesradio.se/artikel/3601029
6. ↑  https://sverigesradio.se/artikel/6042117
7. ↑  Folkmangd i riket, lan och kommuner (шв.) . Центральне бюро статистики Швеції. Архів оригіналу за 20 серпня 2013. Процитовано 10 лютого 2013.